# Tuoro sul Trasimeno
Tuoro sul Trasimeno est une commune italienne d'environ 3 900 habitants située dans la province de Pérouse, dans la région Ombrie, en Italie centrale.

## Géographie
D'une superficie de 55 km2, Tuoro sul Trasimeno est située sur une colline (altitude 309 m) surplombant le lac Trasimène et administrativement rattachée à la province de Pérouse, la capitale de la région de l'Ombrie.

## Histoire
Vu l'emplacement géographique de Tuoro sul Trasimeno et sa proximité avec le lac Trasimène, l'histoire de la ville est marquée par la bataille du lac Trasimène qui a eu lieu entre Hannibal Barca et les troupes romaines du consul Flaminius et qui s'est soldée par la victoire du général carthaginois. D'ailleurs la ville abrite un centre de documentation sur la bataille, et un parcours qui s'étend sur 10 km traversant la ville et mettant en évidence différents emplacements historiques.

## Administration
| Période                                  | Période | Identité | Étiquette | Qualité |
| ---------------------------------------- | ------- | -------- | --------- | ------- |
|                                          |         |          |           |         |
| Les données manquantes sont à compléter. |         |          |           |         |

### Hameaux
Borghetto, Maggiore, Piazzano, Vernazzano, Pieve Confini.

### Communes limitrophes
Castiglione del Lago, Cortone, Lisciano Niccone, Magione, Passignano sul Trasimeno.

## Jumelages
- Lamta (Tunisie) depuis 1985[5] ;
- Amöneburg (Allemagne) depuis 1987[6].